# Oberappellationsgericht Darmstadt
Das Oberappellationsgericht Darmstadt (letzter offizieller Name war Ober-Appellations- und Kassationsgericht) war das oberste Gericht der Landgrafschaft Hessen-Darmstadt und des Großherzogtums Hessen mit Sitz in Darmstadt. Das Oberlandesgericht Darmstadt wurde 1879 sein Nachfolger.

## Geschichte

### Das Oberappellationsgericht in der Landgrafschaft
Seit dem 16. Jahrhundert bildete sich in der Landgrafschaft Hessen das (Samt-)Hofgericht in Marburg als oberstes Gericht heraus. Später kam noch das Samtrevisionsgericht mit wechselndem Sitz zwischen Marburg, Gießen und Kassel hinzu. Mit der Teilung der Landgrafschaft Hessen entstanden eigene Gerichtszüge in den Teil-Landgrafschaften und die Gerichte der Gesamt-Landgrafschaft wurden bedeutungslos, auch wenn sie formell erst mit dem Staatsvertrag zwischen dem Königreich Westphalen und dem Großherzogtum Hessen vom 3. Juni 1810 aufgelöst wurden.
Anstelle der Samt-Gerichte wurden die Geheimen Ratskollegien zu den Keimzellen der späteren obersten Gerichte. In der Landgrafschaft Hessen-Darmstadt bezeichnet sich das Kollegium des Geheimen Rats in Fragen der Rechtsprechung spätestens seit Beginn des 18. Jahrhunderts als „Oberappellationsgericht“ – eine Trennung der Rechtsprechung von der Verwaltung hatte zu diesem Zeitpunkt noch nicht stattgefunden. Formalisiert wurde diese Praxis in der Zivilprozeßordnung der Landgrafschaft Hessen-Darmstadt von 1724. Hier wurde festgelegt, dass ein besonderer Senat beim Geheimen Rat für die Behandlung von Appellationssachen zuständig sei.
Am 11. Mai 1747 verlieh Kaiser Franz I. der Landgrafschaft Hessen-Darmstadt das „privilegium de non appellando illimitatum“. Damit konnten Kläger nicht mehr vor Reichsgerichten prozessieren. Ein solches Privileg hatte aber auch zur Bedingung, dass der Landesherr ein oberstes Landesgericht zur Verfügung stellte. Diese Rolle fiel dem Oberappellationsgericht zu.
Unter Staatsminister Friedrich Karl von Moser wurde am 12. April 1777 die Oberappellationsgerichtsordnung erlassen. Der Beitritt in den Rheinbund, der Austritt aus dem Alten Reich, der Erwerb des Herzogtums Westfalen und weiterer Gebiete führten dazu, dass diese Regelungen ergänzt werden mussten.

### Das Oberappellationsgericht im Großherzogtum Hessen

#### Gründungsphase
Die Organisationsedikte vom 12. Oktober 1803 und die am 5. August 1804 erlassene Provisorische Verordnung zur Einführung eines gleichförmigen und zweckmäßigen Verfahrens in allen aus den Althessischen sowie als aus den neu erworbenen landgräflichen Landen an das Oberappellationsgericht gelangten Rechtssachen bestätigten die Rolle und Arbeitsweise des Oberappellationsgerichts. Es blieb oberstes Gericht in Zivil- und Strafsachen. Erstmals wurde die Trennung von Rechtsprechung und Verwaltung festgeschrieben.
Mit der Gründung des Großherzogtums 1806 bestand das Oberappellationsgericht fort. Es erhielt zusätzlich die erstinstanzliche und sachliche Zuständigkeit für Verfahren, die persönliche Angelegenheiten der Standesherren betrafen. Diese Aufgabe entfiel mit der Revolution von 1848, als dieses Gerichtsstandsprivileg beseitigt wurde.
Ab 1807 betrug die Summe, ab der eine Appellation an das Gericht zulässig war, 400 fl.

#### Integration des französischen Rechtskreises in Rheinhessen
Eine Besonderheit ergab sich 1816 mit der Angliederung der Provinz Rheinhessen an das Großherzogtum. In Rheinhessen galt – auch hinsichtlich der Gerichtsverfassung – weiterhin französisches Recht. Der am 27. Juli 1815 in Kreuznach eingerichtete Appellationshof für die von Frankreich an Deutschland zurückgegebenen und interimsweise von der Österreichisch-baierischen Gemeinschaftlichen Landes-Administrations-Commission verwalteten Gebiete lag mit dem Anschluss Rheinhessens an das Großherzogtum im „Ausland“. Deshalb wurden dessen Zuständigkeiten 1816 zunächst auf das provisorische Obergericht Mainz übertragen. Dieses Provisorium wurde 1818 durch ein weiteres ersetzt, den Provisorischen Kassations- und Revisionsgerichtshof für die Provinz Rheinhessen mit Sitz in Darmstadt.
1832 wurde dieser Gerichtshof aufgelöst, seine Aufgaben dem Oberappellationsgericht übertragen und das höchste Gericht des Landes nun als Ober-Appellations- und Cassations-Gericht bezeichnet.

#### Weitere Entwicklung
Eine zweite Änderung brachte die Verwaltungsreform von 1832, weil damals auch im Bereich der Polizei- und Forstgerichtsbarkeit die Trennung der Rechtsprechung von der Verwaltung erfolgte. Das Oberappellationsgericht übernahm vom Ministerium des Innern und der Justiz nun die letztinstanzliche Entscheidung und handelte hier unter den Bezeichnungen „Polizeigericht dritter Instanz“ und „Forstgericht dritter Instanz“.

#### Das Oberappellationsgericht als oberstes Gericht für Hohenzollern-Hechingen und -Sigmaringen
Die Deutsche Bundesakte bestimmte, dass diejenigen Bundesglieder, deren Besitzungen nicht eine Volkszahl von 300,000 Seelen erreichen, werden sich mit den ihnen verwandten Häusern oder andern Bundesgliedern, mit welchen sie wenigstens eine solche Volkszahl ausmachen, zur Bildung eines gemeinschaftlichen obersten Gerichts vereinigen. Auf dieser Grundlage schlossen das Fürstentum Hohenzollern-Hechingen, das Fürstentum Hohenzollern-Sigmaringen und das Großherzogtum Hessen 1818 unter dem 20. Februar 1818 / 24. März 1818 einen Staatsvertrag mit dem das Großherzogliche Oberappellationsgericht auch oberstes Gericht der beiden Fürstentümer wurde. Diese Aufgabe ging 1824/25 auf das Obertribunal Stuttgart über.

#### Ende
Mit dem Gerichtsverfassungsgesetz von 1877 wurden Organisation und Bezeichnungen der Gerichte reichsweit vereinheitlicht. Zum 1. Oktober 1879 hob das Großherzogtum Hessen deshalb auch das Oberappellationsgericht auf. Funktional ersetzt wurde es durch das Oberlandesgericht Darmstadt.

## Richter

### Direktoren und Präsidenten
- Andreas Peter von Hesse (1778–1781)
- Jakob Christian Klippstein (1781–1782)
- Karl Christian Gottfried Hoffmann (1782–1783)
- Christian Hartmann Samuel von Gatzert (1784–1797)
- Andreas Peter von Hesse (1797–1803), teils kommissarisch
- Johann August Schenck (1804–1806)

Ab 1811 trägt der Leiter des Gerichts die Amtsbezeichnung „Präsident“. Als „Direktor“ wird dessen Vertreter bezeichnet.
- August Karl Bernhard Schuler von Senden (1811–1822?)
- Ludwig Karl Ludwig (1845–1855)

1835 bis 1848 trägt der Direktor den Titel „Zweiter Präsident“
- Friedrich Justinian von Günderrode (1827–1832)
- Franz Joseph von Arens (1834–1855)
- August Friedrich Hahn (1856–1867)
- Andreas Wilhelm von Hesse (1867–1868)
- Hermann Felix Ludwig Benner (1869–1875)
- Wilhelm Müller (1875–1876)
- Otto Zentgraf (1877–1879)

### Räte
nach Eintrittsjahr geordnet 
- Ludwig Höpfner (ab 1781)
- August Konrad Hofmann
- Eberhard Jodocus Weller (1821–1834)
- Ferdinand Karl Heinrich Beck (1825–1832)
- Friedrich Christian Gustav von Hombergk zu Vach (1827–1834)
- Friedrich von Grolman (ab 1832)
- Wilhelm Müller (ab 1834)
- Christian Karl Theodor Weyland (ab 1835)
- Friedrich Lotheissen (1839–1855)
- Friedrich Schenck (ab 1839)
- Heinrich Frank (1845–1847)
- Jacob Dernburg (ab 1853)
- Georg Buff (1855–1862)
- Karl Ludwig Draud (1860–1879)
- Emil von Grolman (ab 1861)
- Franz Köster (ab 1863)
- Gustav Hofmann (ab 1866)
- Georg Röder (1867–1872), danach Generalstaatsprokurator
- Friedrich Kraft (1870–1873)